# 秦岭
秦岭是横贯中国中部的一座褶皱山脉，西起甘肃临洮，东到河南省的崤山、熊耳山-嵩山和伏牛山地区，主体位于陕西省中南部，是陕西省关中地区与陕南地区的分界线，呈东西走向，长1600公里。宽200～300公里，海拔2000～3000米。
秦岭-淮河线是中国地理上的南北分界线，秦岭同时也是长江流域与黄河流域的一个分水岭。狭义的秦岭是秦岭山脉的陕西段。位於秦岭山脉北面的关中平原为春秋战国时秦国的领地，在汉代即有“秦岭”之名；又因位于关中以南，故名“南山”。

## 地质
秦岭是昆仑山脉的延伸，位于亚欧板块内，属南亚陆间区与中轴大陆区交界的北缘，于海西运动时期形成。秦岭呈现明显的南北不对称：南坡既长又和缓，沟长水远；而北坡陡且峻，断层深谷密布，古有“九州之险”之称。秦岭是长江水系和黄河水系的分水岭。秦岭构造带是处于中朝古陆、扬子古陆之间的宏大纬向褶皱带。西联昆仑褶皱系，东接淮阳隆起。北带约隆起于吕梁运动时期，中、南带先后经加里东、华力西、印支运动，受到多次南北方向挤压，发生褶皱隆起，并伴有大规模的花岗岩侵入和断裂，形成一系列山岭、山间盆地。
秦岭的最高峰位于太白县鹦鸽镇南塬村太白山拔仙台主峰，海拔3771.2米。
- 华山
- 骊山
- 麦积山
- 终南山

## 气候
秦岭是中国南北气候的分界线。岭南的陕南地区为副热带季风气候，最冷月均温在0摄氏度以上，年降水量在750毫米以上，冬季温和少雨；岭北的关中地区为温带季风气候，最冷月均温在0摄氏度以下，年降水量在750毫米以下，冬季寒冷干燥。

## 生物分布
秦岭的北坡为暖温带针阔混交林、落叶阔叶林、山地棕壤、山地褐土地带；南坡为北亚热带，北部含常绿阔叶树种的落叶阔叶混交林、黄棕壤与黄褐土地带；河谷盆地中栽植有柑橘、枇杷、油桐、油茶、棕榈、茶、乌桕、杉木、马尾松和柏木等。暖温带或高山特征的常绿阔叶木本植物在南坡多出现在海拔1000～1500米。1500米以上多为针叶阔叶混交林。黄棕壤仅见于1500米以下的缓坡面，发育在冲积层上。
秦岭是中国动物地理区划中古北界和东洋界的分界线，也是中国重要的生态过渡带，是中国生物多样性分布的中心地区之一，被《中国生物多样性保护战略与行动计划》(2011–2030)列为生物多样性保护优先区域之一。

## 交通
秦岭自古以来是关中和巴蜀之间交通的一个巨大阻碍。古代蜀道中即包含多条穿越秦岭的道路，唐代著名诗人李白的《蜀道难》就表达了对秦岭山路艰险的感叹。现已建成多条穿越秦岭的铁路和高速公路：
- 宝成铁路
- 西康铁路
- 西成客运专线
- 西康高速公路
- 西汉高速公路
- 宝汉高速公路

## 军事
中国人民解放军于秦岭山脉中心地区的设施中存储有约数百枚核弹头，即其最主要的核武库，隶属于中国人民解放军火箭军第六十七基地。

## 保护
2007年，陕西省人民代表大会常务委员会颁布《陕西省秦岭生态环境保护条例》，是中国首次为一座山脉保护立法。条例对生态保护与生态功能做出规划，并对植被、水资源、生物多样性的保护做出规定，同时条例规定了秦岭矿产资源、交通设施、城乡建设、旅游设施等方面的开发与保护。
秦岭北坡终南山于2009年8月23日经联合国教科文组织批准成为第五批世界地质公园之一。秦岭终南山世界地质公园位于西安市境内，总面积1074.85平方千米。

## 污染与破坏
在2014年7月的检查中，发现秦岭6处地表水饮用水水源地中有3处存在较大安全隐患，一些水源地一、二级保护区内有较多居民居住，生活污水、生活垃圾未经收集，直接排入饮用水水源。还有一些水源地一级保护区内有企业存在，厂区废水等均排入饮用水水源。
秦岭中存在违法修建别墅的现象一直屡禁不绝，在2014年7月清查出违建秦岭别墅70多栋，让秦岭中禁止修建别墅的禁令形同虚设。
采石也对秦岭造成巨大破坏，部分山体表面破坏严重，植被恢复量大，生态恢复问题紧迫。其中陕西瑞德宝尔有限公司、蓝田天盛采石场、陕西社会水泥有限责任公司（矿山）不仅未按环评要求建设拦渣坝，而且废石废渣沿山坡倾倒。

## 名胜古迹
- 麦积山石窟
- 太白山国家森林公园